# 青森県道36号五所川原金木線
青森県道36号五所川原金木線（あおもりけんどう36ごう ごしょがわらかなぎせん）は青森県五所川原市大字豊成から同市金木町中柏木に至る県道（主要地方道）である。

## 概要
五所川原市大字豊成で国道101号から分岐し、同市金木町中柏木で国道339号に接続する。

### 路線データ
- 起点：五所川原市[1]（国道101号交点）
- 終点：五所川原市金木町[1]（国道339号交点）

## 歴史
- 1983年（昭和58年）1月11日 - 県道に認定される[1]。
- 1987年（昭和62年）8月28日 - 飯詰パイバスが完成[2]。
- 1993年（平成5年）5月11日 - 建設省により県道五所川原金木線が主要地方道五所川原金木線に指定される[3]。

## 路線状況

### 重複区間
- 青森県道26号青森五所川原線（五所川原市飯詰福泉・地内）
- 青森県道195号喜良市嘉瀬停車場線（五所川原市金木町嘉瀬・地内）

## 地理

### 交差する道路
- 国道101号（五所川原市大字豊成、起点）
- 青森県道157号松野木姥萢線（五所川原市松野木）
- 青森県道26号青森五所川原線（五所川原市飯詰福泉）
- 青森県道195号喜良市嘉瀬停車場線（五所川原市金木町嘉瀬）
- 青森県道107号嘉瀬停車場線（五所川原市金木町嘉瀬）
- 国道339号（五所川原市金木町中柏木、終点）

### 沿線の施設など
- 津軽鉄道線
  - 毘沙門駅
  - 嘉瀬駅